# Eloi Yagüe Jarque
Eloi Yagüe Jarque (Valencia, España, 10 de agosto de 1957) es un escritor especializado en novela negra, periodista, narrador y profesor universitario de origen español, naturalizado venezolano.

## Trayectoria
Egresado de la Universidad Central de Venezuela donde actualmente ejerce como docente. Tras graduarse de la misma universidad, ejerció durante muchos años el periodismo cultural en diarios y revistas, entre ellos destacan el El Diario de Caracas, El Nacional, El Universal y el Últimas Noticias, donde actualmente publica crónicas de forma regular.
Se inició como poeta participando en los talleres literarios de la Fundación Centro de Estudios Latinoamericanos Rómulo Gallegos. Posteriormente se desarrolló como narrador, primero cuentista y luego novelista.
Ha obtenido importantes premios literarios como, en 1998, el Premio Juan Rulfo, de Radio Francia Internacional (mención Semana Negra), con su relato policial La inconveniencia de servir a dos patronos. En 1995 ganó el premio Carlos Castro Saavedra de la ciudad de Medellín con el cuento Esvástica de sangre.
Su primera novela, Las alfombras gastadas del Gran Hotel Venezuela (Planeta, 1999, publicada en Colombia en 2000 con el título La araña del Majestic), fue finalista del Premio Internacional de Novela Rómulo Gallegos. Su segunda novela, Cuando amas debes partir, ganó en 2006 el Premio Nacional de Narrativa Salvador Garmendia, de la Casa Nacional de las Letras Andrés Bello, en su primera edición.
La primera novela de la Trilogía Castelmar (segunda en ser publicada), Cuando amas debes partir, relata en clave autobiográfica la crisis existencial de un periodista cuarentón que en su juventud fue poeta y revolucionario y que dejó los sueños en el camino tras veinte años de trabajo como reportero policial del diario La República y haber visto más cadáveres que Jack el Destripador. Perdedor, solitario, alcohólico, Castelmar despierta violentamente de su letargo a raíz de El Caracazo, el día que bajaron los cerros. A partir de ese momento nada sería igual en su vida ni en la historia venezolana. Se enamora de Aída, joven pasante en el diario, que le renueva por completo la vida, haciéndolo recordar su juventud y a todos sus amigos, los poetas muertos.
Una investigación sobre una joven prostituta asesinada en la avenida Libertador lo lleva a enfrentarse con el poder salvaje y a conocer una zona oscura de su pasado. Finalmente W.C., su jefe y examigo, también se enamora de la bella pasante. El triángulo amoroso sólo puede resolverse con la muerte de uno de sus miembros. Pero, ¿quién mató a W.C.? Castelmar se ve también envuelto en este misterio. Novela negra, novela romántica y novela social, a la vez, la narración se desenvuelve en tres planos que se entrecruzan constantemente y tiene como escenario a Caracas y 1989, el año de los sueños rotos.

## Obra literaria
- El nexo vertical (1990).  Libros El Trovador. España.
- La inconveniencia de servir a dos patronos (1998).
- Las alfombras gastadas del Gran Hotel Venezuela (1999). Editorial Planeta Venezolana. 279 páginas. ISBN 980271285X, ISBN 9789802712854
- Manuscrito inédito de Ramos Sucre (2000). Comala.com. 116 páginas. ISBN 9806478096, ISBN 9789806478091
- Esvástica de sangre (2000). Grupo Norma. Bogotá. 169 páginas.
- Guerras no santas (2004). Comala.Com. 125 páginas. ISBN 9803900773, ISBN 9789803900779
- Autorretrato con Minotauro (2005).
- Balasombra: y otros minicuentas (2005). Editorial la Casa Tomada. 104 páginas. ISBN 9806603125, ISBN 9789806603127
- El nudo del diablo (2006).
- Cuando amas debes partir (2006).
- Amantes Letales (2012). Ediciones B, Caracas. 240 páginas. ISBN 9804120011, ISBN 9789804120015
- Santa Ángela del Cerro y otras leyendas urbanas (2014). Editorial Lector Cómplice. Caracas. 103 páginas. ISBN 9807477352, ISBN 9789807477352
- El show de Willy (2015). Carena. España. ISBN 8416054827, ISBN 9788416054824
- Ellos eran tan bellos (2019) Ediciones Carena y Spectrum Arts. España. 237 páginas. ISBN 9788417258931
- Las alfombras gastadas del Gran Hotel Venezuela(2.ª edición 2021)Libros de Autor-Contrabando.Valencia,España.208 páginas. ISBN 9788412347357

## Premios y reconocimientos
- En 1995 ganó el premio Carlos Castro Saavedra, de Medellín, con el cuento Esvástica de sangre.
- En 1998, ganó el Premio  Juan Rulfo, otorgado por Radio Francia Internacional -mención Semana Negra-, con su relato policial La inconveniencia de servir a dos patronos.
- Su primera novela, Las alfombras gastadas del Gran Hotel Venezuela (Planeta, 1999, publicada en Colombia en 2000, con el título La araña del Majestic, fue finalista del Premio Internacional de Novela Rómulo Gallegos.
- En el 2006 ganó el Premio Nacional de Narrativa Salvador Garmendia, de la Casa Nacional de las Letras “Andrés Bello”, en su primera edición, con su novela Cuando amas debes partir.